# Renato D'Amore
Renato D'Amore (Roma, 14 giugno 1952) è un attore italiano, attivo fino alla prima metà degli anni novanta.

## Biografia
È stato un attore caratterista dalla popolarità breve ma intensa; data la sua figura corpulenta e la sua grossa stazza, a tutt'oggi è ricordato per aver interpretato il tipico energumeno dai modi violenti. I ruoli che lo hanno reso noto al pubblico sono quelli del tifoso interista in Eccezzziunale... veramente, il marito di Milly Carlucci in Domani mi sposo, il fabbro in Il ragazzo di campagna e l'albergatore in Le comiche.
Verso la metà degli anni novanta abbandona definitivamente la scena cinematografica per dedicarsi all'attività imprenditoriale. Il 14 giugno 2011, giorno del suo 59º compleanno, viene arrestato con l'accusa di concorso in sottrazione fraudolenta al pagamento delle imposte e di bancarotta fraudolenta. Suo nonno Duilio partecipò al film Fantasmi a Roma del 1961.

## Filmografia

### Cinema
- Attenti al buffone, regia di Alberto Bevilacqua (1976)
- Un toro da monta, regia di Roberto Mauri (1976)
- L'isola degli uomini pesce, regia di Sergio Martino (1979)
- Eccezzziunale... veramente, regia di Carlo Vanzina (1982)
- Grunt! - La clava è uguale per tutti, regia di Andy Luotto (1982)
- Domani mi sposo, regia di Francesco Massaro (1984)
- Il ragazzo di campagna, regia di Castellano e Pipolo (1984)
- Sotto.. sotto.. strapazzato da anomala passione, regia di Lina Wertmüller (1984)
- Sogni e bisogni, regia di Sergio Citti (1985)
- Arabella l'angelo nero, regia di Stelvio Massi (1987)
- Le comiche, regia di Neri Parenti (1990)
- Condominio, regia di Felice Farina (1991)
- Trinità & Bambino... e adesso tocca a noi!, regia di E.B. Clucher (1995)

### Televisione
- La certosa di Parma, regia di Mauro Bolognini – miniserie TV (1982)
- Marco Polo, regia di Giuliano Montaldo – miniserie TV (1982)
- Due assi per un turbo – serie TV (1987)

## Doppiatori italiani
- Luigi Montini in Eccezzziunale... veramente, Il ragazzo di campagna
- Carlo Alighiero in Domani mi sposo
- Glauco Onorato in Due assi per un turbo
- Renato Cortesi in Le comiche